# Astérix et Obélix : À la recherche de l'or noir
Astérix et Obélix : À la recherche de l'or noir (Astérix und Obélix: Die Suche nach dem Schwarzen Gold en version originale) est un jeu vidéo d'aventure et de mini-jeux développé par Graphic Animation et édité par Egmont Interactive, sorti en 1997 sur PC. Il reprend essentiellement l'intrigue du vingt-sixième album de la série L'Odyssée d'Astérix sorti en 1981,.
Initialement sorti en Allemagne, il est également disponible en anglais et en français.

## Système de jeu
Le jeu se divise en trois parties. Une partie aventure qui consiste à suivre la trame principale inspirée de l'album, une partie mini-jeux constituée de six jeux différents, et une partie encyclopédie sur les personnages et des éléments historiques en lien avec l'album,.